# (53554) 2000 CH2
2000 سي إتش 2 (ويعرف أيضًا باسم (53554) 2000 سي إتش 2 وفق تسمية الكوكب الصغير) (بالإنجليزية: 2000 CH2)‏ هو كويكب ضمن حزام الكويكبات؛ وترتيبه 53554 من حيث الاكتشاف.
اكتُشف هذا الجُرم الفلكي بواسطة تيتسوؤو كاغاوا في 2 فبراير 2000.

## وصلات خارجية
- (53554) 2000 CH2 في قاعدة بيانات مختبر الدفع النفاث لأجرام النظام الشمسي الصغيرة

- الاكتشاف · مخطط المدار ·  العناصر المدارية · المعلمات المادية

- (53554) 2000 CH2 على موقع ويكي سكاي: DSS2, SDSS, GALEX, IRAS, Hydrogen α, X-Ray, Astrophoto, Sky Map, Articles and images